# Biuletyn Biblioteki i Bibliografii
Biuletyn Biblioteki i Bibliografii – miesięcznik wydawany od 1964 do 1970 roku przez Wojskowy Instytut Historyczny. W piśmie publikowano systematycznie wykazy nabytków Biblioteki Wojskowego Instytutu Historycznego. W 1971 roku pismo zostało zastąpione przez Biuletyn Nabytków Biblioteki i Archiwum (1971-1996).